# Кучюкай
Кучюкай (от лит. kūčios «кучёс» — сочельник; лит. kūčiukai, šližikai) — традиционное литовское рождественское блюдо. Это небольшие, хрустящие, слегка подслащённые маленькие булочки или печенье, приготовленные из дрожжевого теста с маком. Кучюкай может употребляться в сухом виде, но чаще — размоченным в маковом молоке или с клюквенным киселём. В языческие времена такая выпечка служила, вероятно, символом почитания предков. В других прибалтийских странах на Рождество пекут имбирное печенье.

## История
Кучюкай – это блюдо, которое когда-то готовили из разных зёрен и ели с мёдом и маком. В честь этого блюда литовцы назвали самый короткий день в году и самую длинную ночь, поэтому его назвали kūčios (то есть сочельник). Слово «kūčia» происходит от древнегреческого слова «kokka» — камень, зерно, семя. Но ученые считают, что это слово пришло в Литву через славянское посредство.
В канун Рождества люди оставляли одно место за столом для всех духов/душ, которые так или иначе связаны с ними или важны для семьи. Раньше блюдо сначала давали умершим, кладя еду в пустую тарелку на место, оставленное для них, и давая минуту молчания, чтобы духи вернулись на один вечер, посидели со своей семьёй и поели ужин в канун Рождества, и сразу после этого все остальные тоже могут приступить к еде. А иногда его оставляют на ночь, чтобы духи могли насладиться едой ночью. Некоторые литовские семьи до сих пор следуют этой традиции каждый год в канун Рождества. 
Старинное блюдо кучюкай готовили из пшеницы, бобов, гороха, ячменя, мака и заправляли мёдом. В Аукштайтии какое-то время Kūčia называли кашу из грубой ячменной крупы, которую ели с маком и подслащенной мёдом водой . В Паневежисе в начале XX века, Kūčia была сделана из смеси пшеницы и гороха, приправленной водой, подслащенной маком и мёдом. Общим признаком различных вариантов для Рождества было то, что блюдо готовили из цельных или слегка измельчённых злаков, круп и сдабривали мёдом, маком или коноплей. После Первой мировой войны в Литве начали печь маленькие булочки с маком, которые называли Кучюкай. В Дзукии пекли лепешки, которые позже разламывали в кругу семьи и замачивали в маковом молоке . В Сувалкии булочки были крупнее, чем сейчас, и удлиненными.
Изделие из муки из мелкой круглой пшеницы и дрожжей сравнительно недавно получило общее название кучюкай (рождественские печенья) . Это блюдо стало особенно популярным после восстановления независимости, когда снова стали отмечать рождественские торжества. Произошло это скорее всего из-за того, что рождественское печенье получили широкое распространение и популярность по всей стране благодаря своей привлекательной форме и вкусу.
Кучюкай  также можно использовать для игр , догадок, заклинаний и подарков в волшебную ночь в канун Рождества. Согласно старинным обычаям, хозяйки должны печь кучюкай в канун Рождества .

## Приготовление
Кое-где кучюкай пекли не только из пшеницы, но и из ячменной или гречневой муки. Необходимо протереть дрожжи с сахаром, немного нагреть воду и добавить дрожжи и немного муки. Перемешать, посыпать слоем муки и поставить в теплое место для подъема. Когда тесто поднимется, добавить еще немного муки, масла, мака, соли и месить, пока тесто не станет эластичным, перестанет липнуть к рукам. Замешанное тесто поставить в теплое место на 50-60 минут для подъема. Поднявшееся тесто хорошо вымесить и скатать тонкие рулетики. Разрезать их на кусочки и посыпать формочки мукой. Выпекать 6-8 минут в разогретой до 180 °C (356 °F) духовке, пока они не подрумянятся .
Иногда рождественские печенья, особенно в Сувалкии, пекут в рулетиках, а после выпечки разламывают на маленькие кусочки. Рождественские куличи в Сувалкии немного больше, чем Аукштайтии или Жемайтии. В конце XIX - начале XX вв. кучюкай пекли в тесте – в углублениях или в глиняных горшочках, позже в формочках.

## Название
В разных регионах страны блюдо называют по-разному, насчитывается около 25 различных названий рождественской выпечки, таких как: prėskučiai, prėskieniai, šližikai (šlyžikai, sližikai), skrebučiai, riešutėliai, barškučiai, kleckai (kleckučiai, kleckiukai), parpeliai (parpeliukai), buldikai, galkutės, kalėdukai, pyragiukai (мини пирожки), balbolikai, bambolikai, pulkeliai, kukuliai, propuliai, paršeliukai (рус. поросенок).

## Значение
Значение кучюкай во время праздников не менее важно, чем сам хлеб, которому литовцы поклонялись с древних времен. Кучукай имеет старинное символическое значение, сохранившееся с языческих времен: в древности во время зимнего солнцестояния предкам приносили в жертву буханку хлеба. Позже, это жертвоприношение хлеба было заменено символическим поеданием кучюкая. Можно сказать, что кучюкай – это церемониальный хлеб для кормления духов – vėlės. Они как аналог настоящего хлеба. Не зря кучукай называют хлебом духов и хлебом Тайной вечери, символ любви. Это традиционное литовское блюдо оставляют на столе на ночь, чтобы отведали близкие, лежащие на вечном упокоении.